# Mürzzuschlag
Mürzzuschlag je město v severovýchodním Štýrsku. Je bývalým sídlem stejnojmenného okresu, nyní součást okresu Bruck-Mürzzuschlag. Žije zde přibližně 8 200 obyvatel.
Město získalo v roce 1854 železniční spojení postavením náročné horské železnice Semmeringbahn.

## Místní části
Město tvoří osm místních částí (v závorce uveden počet obyvatel k 31. říjnu 2011):
- Auersbach (39)
- Edlach (161)
- Hönigsberg (1826)
- Kohleben (41)
- Lambach (126)
- Mürzzuschlag (6230)
- Pernreit (92)
- Schöneben (178)

## Politika
Městská rada má 25 členů.

### Starostové
- 1960–1983 Franz Kotrba (SPÖ)
- 1983–1987 Winfried Seidinger (SPÖ)
- 1987–1997 Franz Steinhuber (SPÖ)
- 1997–2007 Walter Kranner (SPÖ)
- seit 2007 Karl Rudischer (SPÖ)

## Rodáci
- Elfriede Jelineková (* 1946), spisovatelka
- Viktor Kaplan (1876–1934), konstruktér, vynálezce vodní turbíny s nastavitelnými oběžnými lopatkami
- Josef Zeilbauer (* 1952), atlet, desetibojař
- Helmut Brenner (* 1957), muzikolog
- Josef Pommer (1845–1918), politik, pedagog a sběratel lidových písní

## Partnerská města
- Arusha, Tanzanie
- Blansko, Česko
- Chillán, Chile